# Rio Pericumã
O rio Pericumã é um curso de água que banha a cidade de Pinheiro (Maranhão), localizada na Baixada Maranhense. 
O rio Pericumã possui uma extensão de 115 km. Nasce na Lagoa da Traíra (em Pedro do Rosário) e deságua na baía de Cumã, entre Guimarães e Alcântara. Em seu majestoso percurso, banha 13 municípios. É o mais caudaloso dentre os rios genuinamente da Baixada.  
Sua bacia hidrográfica abrange os municípios de Matinha, Olinda Nova do Maranhão, Palmeirândia, Pedro do Rosário, Peri Mirim, Pinheiro, Presidente Sarney, São Bento, São Vicente Ferrer, Viana, Bequimão, Central do Maranhão e Guimarães  
Alguns de seus afluentes são os rios Grande, Santa Rosa, Bamburral, Pindova, Campinima, do Meio, Jandiá, Poção.  
É considerado uma importante fonte de alimento para a população local, e sofre cheias do período chuvoso (que na região corresponde ao verão e outono). Nos últimos anos, suas margens vêm sendo ocupadas com a criação de bubalinos, o que está tomando os espaços da agricultura de subsistência realizada pela população ribeirinha.
Em seu curso, foi construída a Barragem do rio Pericumã.

## Galeria

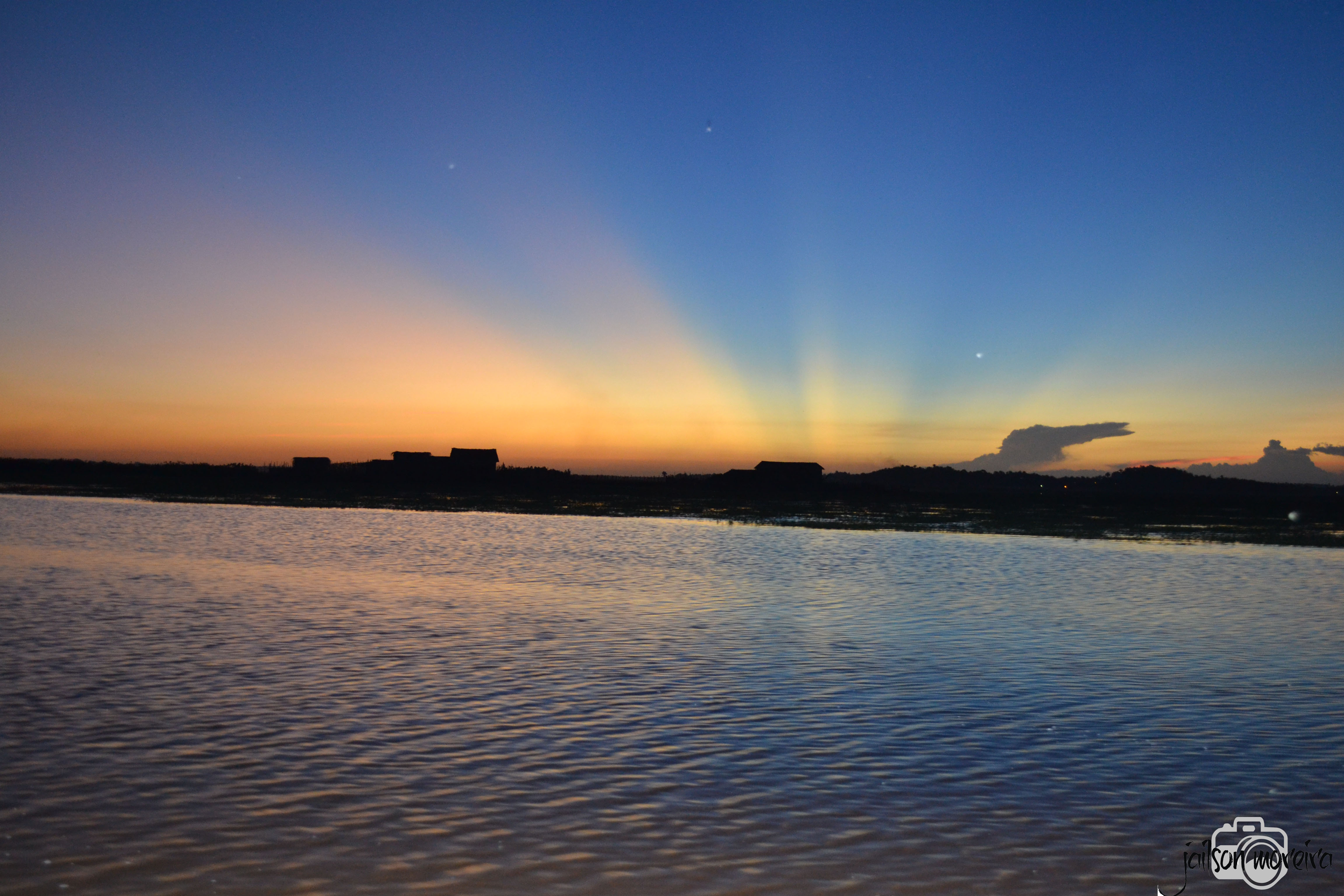
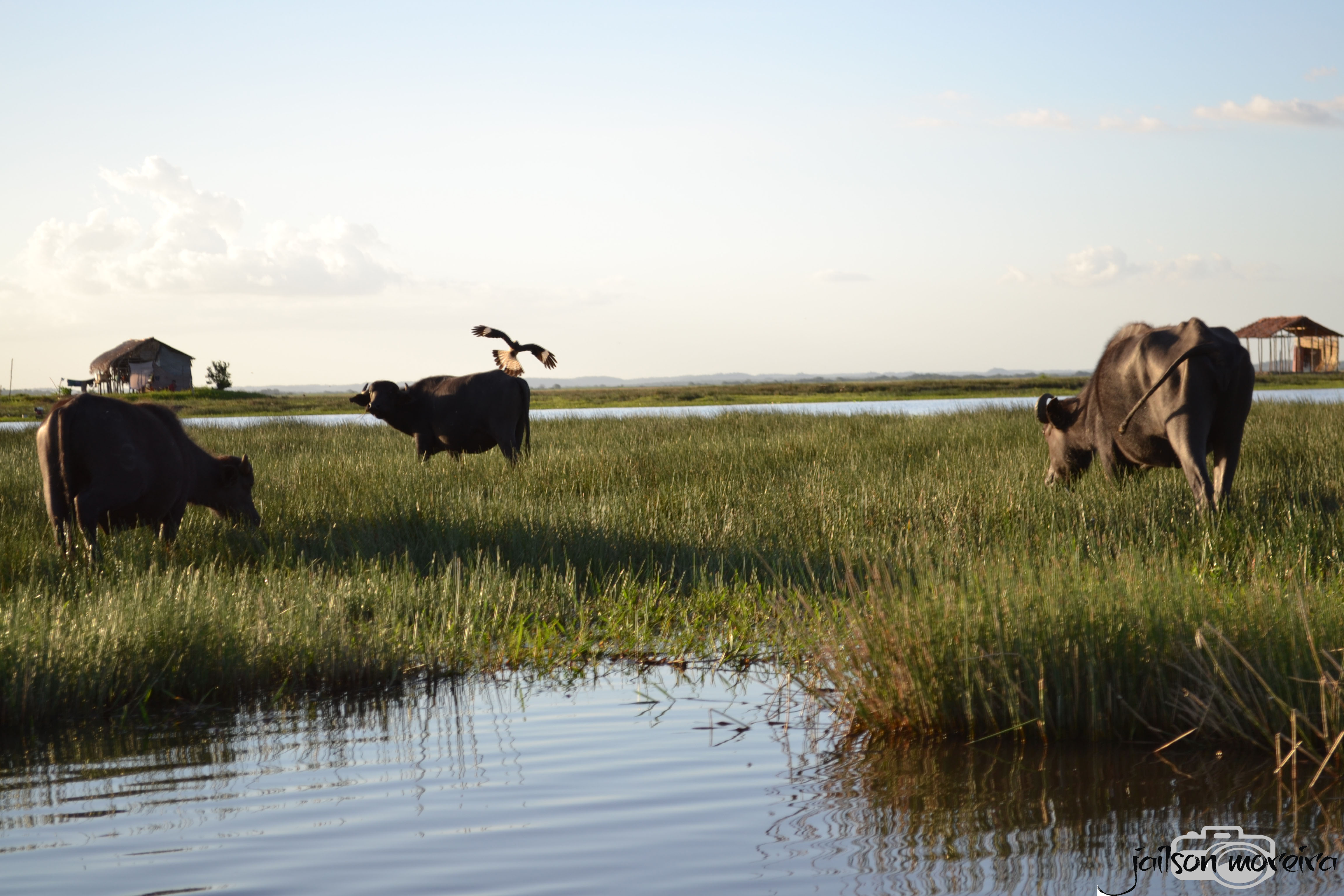
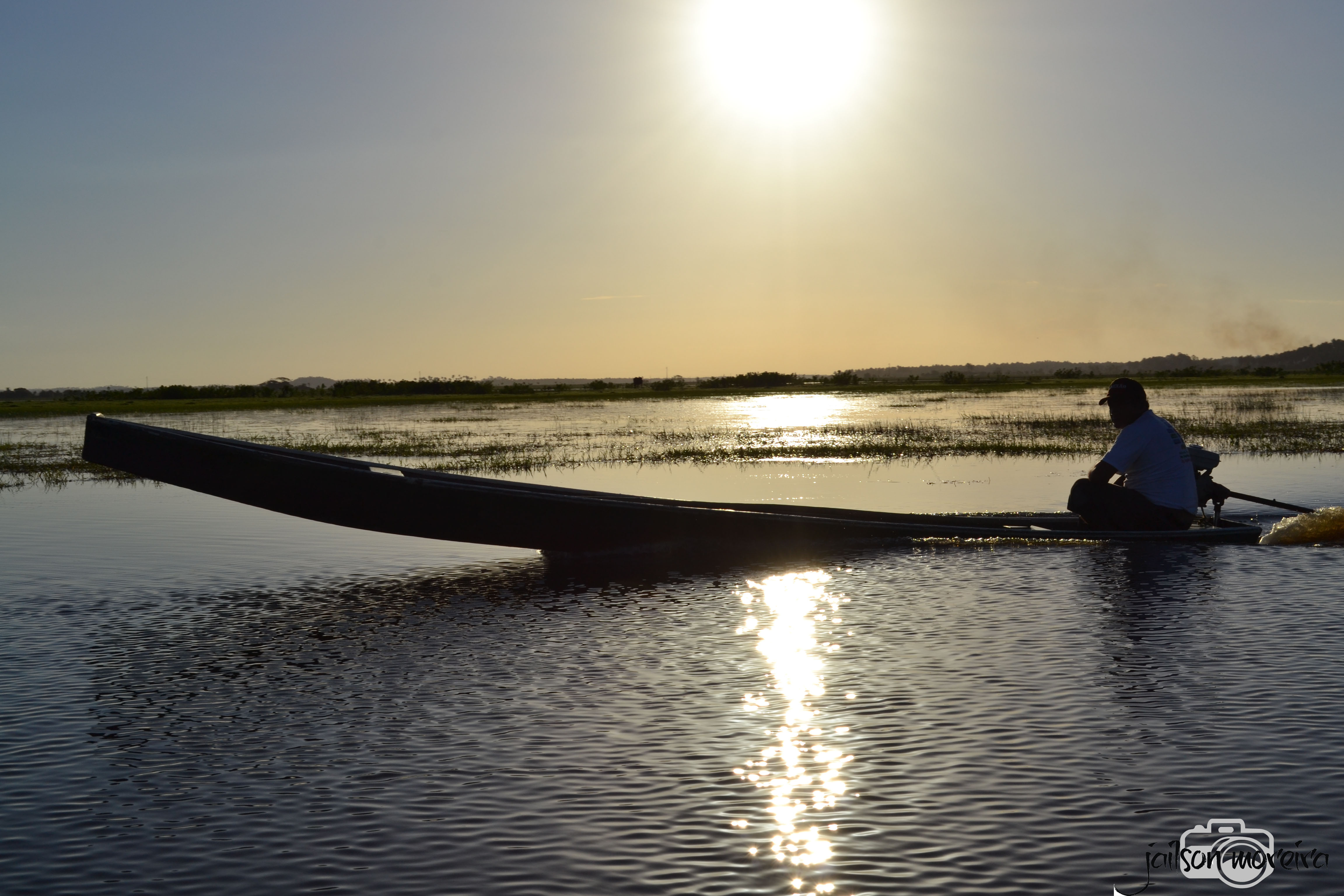
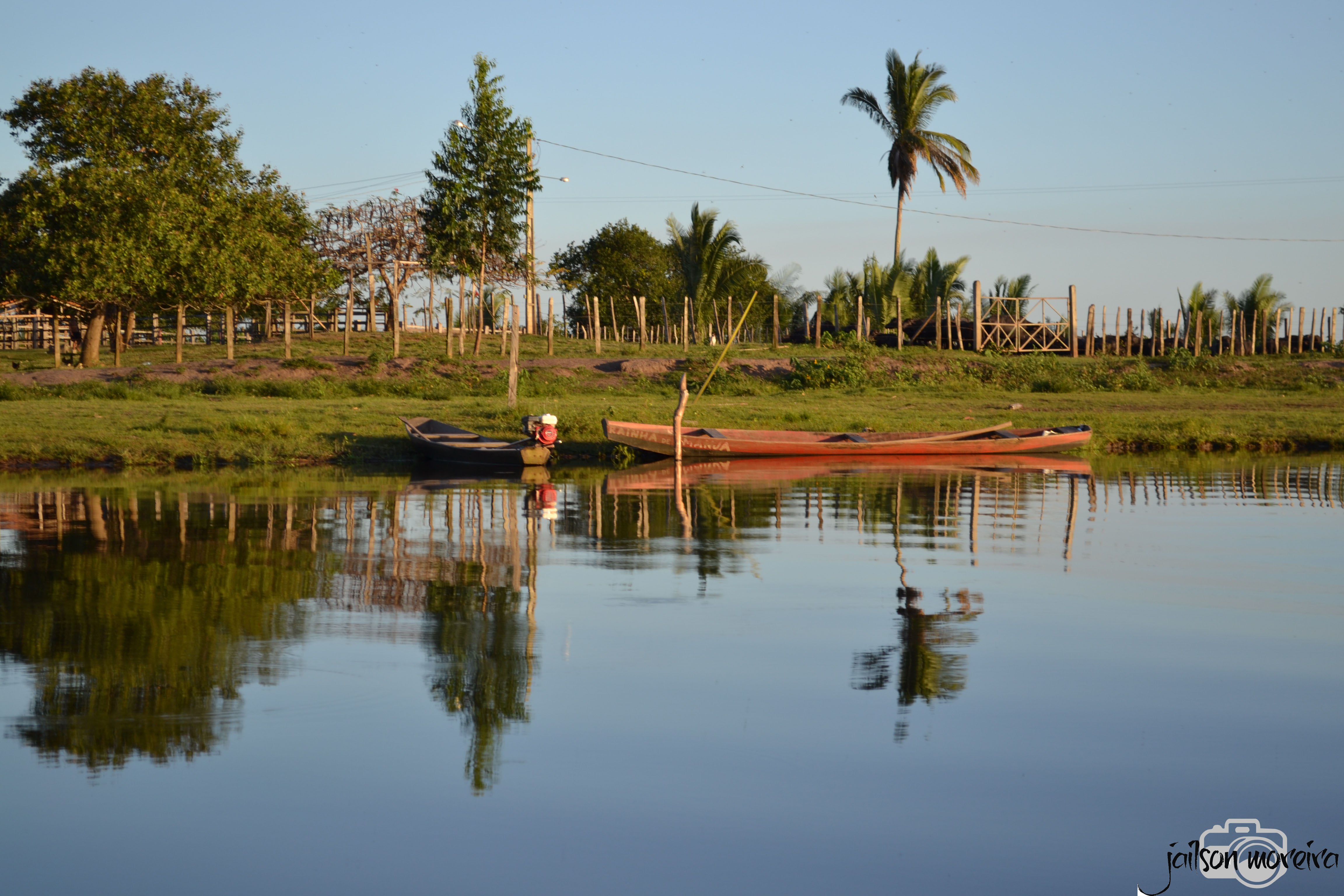